# Varvara Pavlovna Andreievskaia
Varvara Pavlovna Andreievskaia (nascida Orlova; 1848 — após 1915, São Petersburgo) foi uma escritora infantil russa.

## Biografia
Nasceu na família de um oficial, lia muito desde a infância, conhecia bem a literatura e se interessava pela história russa.

## Obra
A partir do ano de 1884, começou a escrever pequenos contos históricos, publicando-os na revista "Iúnaia Rossia" (A Rússia Jovem). O primeiro conto publicado foi "Padenie Meshnikova" (A queda de Meshnikov).
A partir de 1889, começar a sair seus livros para crianças, muitos reeditados várias vezes: "Nianiny skazki" (Os contos da babá, 1889), "Zorka" (Aurora, 1890), "Kolokoltchiki" (Sininhos, 1890), "Detski mirok" (O mundo infantil, 1890), entre outros.
Granjearam popularidade especialmente os livros históricos infantis, nos quais se relatavam incidentes da história russa em linguagem clara e simples: "Predanie o tsare Alekseie Mikhailovitche" (Narrativa sobre o Tsar Aleksei Mikhailovitch, 1901), "Vladimir Krasnoe Solnychko" (Vladimir Solzinho-Vermelho, 1901), "Ermak" (1901), entre outros.
Entretanto, seu conto "A batalha de Siponski" foi incluído por Liev Nikolaievitch Tolstói na coletânea "Contos sobre a defesa de Sevastopol".
Varvara Andreievskaia traduziu para o russo o "Dom Quixote" de Miguel de Cervantes e o "William Tell" de Friedrich Schiller, ambos em 1896.

## Trabalhos
- Расскажите мне что-нибудь и покажите картинки (2 изд., СПб., 1886, 1893)
- Хижина под горою. — СПб., 1887
- Олины затеи. — СПб., 1888
- В добрый час. — СПб., 1888
- Дружок. — СПб., 2 изд., 1889 и 1893
- Нянины сказки. ― СПб., 1889
- Колокольчики. ― СПб., 1890
- Зорька. ― СПб., 1890
- Детский мирок. ― СПб., 1890
- Вместо игрушки. ― СПб., 1890
- Милочка: пять рассказов для детей среднего возраста. — СПб., 1891
- Детская радость. ― СПб., 1892
- Радость и горе. ― СПб., 1896
- Подросточки. ― СПб., 1897
- Записки куклы. ― СПб., 1898
- Девочкам о девочках. ― СПб., 1902
- Мальчикам о мальчиках. ― СПб., 1904
- Рассказы дедушки про седую старину. ― М.: АСТ, 2011.

## Literatura
- Лемке М. Что читать детям.― СПб., 1910. С. 29